# Juan Manuel Abal Medina
Juan Manuel Abal Medina (Buenos Aires, 1 de marzo de 1945-Buenos Aires, 15 de junio de 2025) fue un periodista, abogado y político peronista de Argentina. Se desempeñó como secretario general del Movimiento Peronista entre 1972 y 1974. Proveniente de las filas del nacionalismo y con vínculos estrechos con los sectores militares, conoció a Juan Domingo Perón en 1971 y estableció con él una relación muy cercana, desempeñando un papel central en su retorno a la Argentina luego de 18 años de exilio y en las elecciones de 1973 que dieron el triunfo al peronismo luego de casi dos décadas de prohibición. Enfrentó a José López Rega, líder de la Triple A y participó de su desplazamiento del poder en 1975. Al producirse el golpe de Estado del 24 de marzo de 1976, pidió asilo en la embajada de México en Buenos Aires, de donde el régimen militar no le permitió salir hasta 1982, durante la Guerra de Malvinas. Se radicó en México donde se desempeñó como abogado. 
Fernando Abal Medina, uno de los fundadores de Montoneros, fue su hermano, y el político Juan Manuel Abal Medina es su hijo, mientras que su hija Paula fue precandidata a vicepresidenta en las elecciones primarias de Argentina de 2023.

## Biografía

### Primeros años y entrada a la política
Abal Medina nació en una familia acomodada de orientación católica conservadora y de ascendencia gallega. Estudió en el Colegio Nacional de Buenos Aires y se convirtió en un partidario de la Guardia Restauradora Nacionalista (GRN) de Julio Meinvielle.
En 1966, se unió al equipo editorial de Azul y Blanco, una revista semanal de noticias en Buenos Aires dirigida por  Marcelo Sánchez Sorondo y Ricardo Curutchet, descendientes de tradicionales familias argentinas de clase alta y que se hacía en el estudio jurídico del Dr. Jorge P. Ramos Mejía en el barrio de Retiro frente a la plaza San Martín. La publicación nacionalista apoyó a los militares argentinos que habían dado el golpe de Estado de 1966. Abal Medina se casó, ese año, con Cristina Moldes, con la que tuvo cuatro hijos.
Su hermano menor, Fernando, también trabajó en el periódico. En agosto de 1969 ambos participaron en el intento nacionalista de adelantarse al golpe liberal que preparaban contra el general Juan Onganía los generales Alejandro Lanusse y Pedro Aramburu, grabó entonces Sánchez Sorondo con la voz de Fernando Abal Medina la proclama revolucionaria del general Labanca en el estudio de Ramos Mejía. La proclama fue una especie de antología de la revista Azul y Blanco. 
Luego de fracasar el golpe interno de Labanca, Fernando Abal Medina fue cofundador en 1970 de la organización guerrillera Montoneros, convirtiéndose en su primer líder, participando en mayo de 1970 en el secuestro y fusilamiento del general Aramburu. El 7 de septiembre de ese año fue muerto en una redada policial en William Morris. Ese año ambos hermanos habían participado en la creación del Círculo del Plata. (Memorias de Marcelo Sánchez Sorondo, editorial Sudamericana)

### Perón y peronismo
Le presentaron a Perón en 1971. No había sido un ferviente peronista; de hecho, la GRN de Meinvielle, a la que había pertenecido en su juventud, fue una de las agrupaciones más anti-peronistas. Sin embargo al poco tiempo logró entablar una muy buena relación con el dirigente de la Unión Obrera Metalúrgica, Lorenzo Miguel, y con su estrecho aliado, el secretario general de la CGT José Ignacio Rucci.
Perón había estado en el exilio desde el golpe de Estado de 1955, y fue representado en Argentina por 17 delegados. Jorge Daniel Paladino lo había sido desde 1969, pero le fue revocada su designación así como a gran parte de autoridades del partido por diferencias en la estrategia, así como por su postura conciliadora hacia la dictadura. Dicha decisión fue tomada el 8 de noviembre de 1971 por el comité nacional. 
Su sucesor, Héctor Cámpora, fue apoyado por la izquierdista Juventud Peronista, y asumió el cargo durante un periodo de propuestas cada vez más audaces del Movimiento Peronista, prohibido por el general Alejandro Lanusse. En agosto de 1971, Lanusse había anunciado los preparativos de las inminentes elecciones, y pese a su intención original de que los peronistas fueran excluidos, permitió a los tribunales legalizar al peronismo el 26 de enero de 1972.
Abal Medina fue nombrado secretario general del Partido Justicialista el 25 de junio de 1972, y se convirtió en el delegado de Perón en septiembre, aun con los lazos que unían a Abal Medina a los militares y la derecha. En julio de 1972, el gobierno militar estableció un mes de plazo para que los candidatos establecieran su residencia en Argentina, impidiendo así que Perón, que se encontraba exiliado en España y condenado penalmente en Argentina, pudiera presentar su candidatura a la Presidencia. En agosto, Lanusse se dirigió al país para anunciar que el régimen militar no iba a detener a Perón si volvía al país, agregando que si el líder peronista no lo hacía era «porque no le daba el cuero». El 7 de noviembre de 1972 Perón publicó una solicitada anunciando que, teniendo en cuenta que la dictadura había reconocido públicamente que no había causas contra él, había decidido volver a la Argentina el 17 de noviembre. Con el respaldo de la CGT y una buena relación tanto con los militares como con Montoneros, Abal Medina fue nombrado secretario del Operativo Retorno.

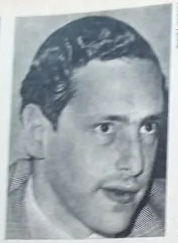
Abal Medina en 1973. Revista Panorama.

Con el apoyo de Perón y la oposición de la mayoría del sector sindical -excepto Rucci-, Cámpora fue consagrado en el Congreso del Partido Justicialista como candidato en las elecciones anunciadas para marzo de 1973. 
Dirigió el proceso de selección de los más de 3.500 candidatos del FREJULI para el Congreso Nacional, legislaturas provinciales y locales. Eran las primeras elecciones en la Argentina desde 1965. Tuvo, además, un papel decisivo en persuadir a Rucci a abandonar su oposición a una serie de nombramientos clave, entre ellos al candidato a Gobernador de Buenos Aires, Oscar Bidegain, y la candidatura presidencial del mismo Cámpora. Héctor Cámpora fue elegido Presidente.
Las designaciones de Abal Medina para los cargos legislativos le valieron los primeros problemas. El candidato que eligió para un escaño en el Senado de la ciudad de Buenos Aires, su amigo, colega y exjefe político, Marcelo Sánchez Sorondo, fue derrotado por el candidato de la UCR, Fernando de la Rúa; ocho de los candidatos que eligió para la Cámara de Diputados para representar a Buenos Aires se enfrentaron a complicadas elecciones, pero fueron elegidos. Una de ellos, Nilda Garré, comenzó una relación romántica con Abal Medina, que llevó a la terminación de los matrimonios de ambos ese año.
Garré, Santiago Díaz Ortiz y los otros seis diputados fueron conocidos en el Congreso como la "Grupo de los Ocho", por su oposición cada vez más notoria a la decisión de Perón de llevar a Isabel Perón como su compañera de fórmula en las elecciones anticipadas llamadas para septiembre de 1973 tras la renuncia de Cámpora. Abal Medina apoyó la fórmula Perón-Perón y se distanció de los Montoneros, uno de cuyos líderes, José Pablo Ventura, emitió una amenaza pública contra él, gritando en una manifestación: "Abal Medina, tu sangre es negocio en la Argentina”. El propio Abal Medina comentó al respecto en una entrevista en Página 12: 
"–Usted en ese momento era considerado zurdo por la derecha y hombre de la burocracia sindical por la izquierda...
–Era complicado. En esa época salió eso que me cantaban “Abal/ Medina/ la sangre de tu hermano se negocia en la Argentina”. Estando yo presente, nunca me lo cantaron. Sé que se cantó, pero nadie lo hizo delante mío".
La alianza de los Montoneros con Perón se quebró cuando en septiembre de 1973 Rucci fue asesinado. Siguieron otros asesinatos, y el 23 de marzo de 1974 Abal Medina sufrió un atentado del que estaba convencido había sido llevado a cabo por una nueva amenaza patrocinada desde el gobierno de Perón: la Alianza Anticomunista Argentina (Triple A), comandada en secreto por el asesor más cercano a Perón, José López Rega, que había sido nombrado ministro de Bienestar Social. El auto de Abal Medina fue atacado al poco tiempo en un segundo atentado sin éxito y, en mayo, fue destituido como secretario general del partido.

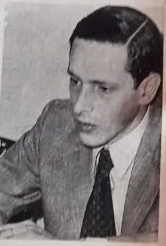
Abal Medina en 1973. Revista Panorama.

### El exilio y las nuevas asociaciones
Perón murió en julio de 1974, asumiendo la vicepresidente Estela Martínez, en marzo se instala la dictadura conocida como golpe de Estado que la destituyó el 24 de marzo de 1976. La mayoría de los legisladores y otras figuras políticas tenían conocimiento de la inevitabilidad del Golpe y algunos de ellos adoptaron previsiones para no ser detenidos. Abal Medina trabajó en su profesión de abogado en el Estudio Ramos Mejía hasta el 23 de marzo y a partir del golpe permaneció refugiado durante un mes en distintos domicilios hasta que, acompañado por su hermano Pablo y por Nilda Garré pidió asilo en la Embajada de México en Argentina, donde permaneció hasta que el salvoconducto le fuera concedido en 1982 durante la Guerra de Malvinas. Compartió el asilo con Cámpora, a quien se le permitió viajar a México en 1980, donde murió poco después.
Abal Medina también se radicó en Ciudad de México. Divorciado de su segunda esposa, tuvo un puesto menor en la Secretaría de Tráfico y Transporte, y serviría como agente del CISEN (Inteligencia del Estado Mexicano) entre 1988 y 1994, dirigido por el secretario de Gobernación, el capitán Fernando Gutiérrez Barrios. Está cercano al PRI (el partido gobernante en México hasta 2000), aunque tiene una estrecha amistad con el líder del rival PRD, Cárdenas Cuauhtémoc, y visitaba con frecuencia al líder cubano Fidel Castro
Estableció un exitoso bufete de abogados en México, que más tarde abrió oficinas en España y Argentina. El director general de Telmex, Carlos Slim, contrató a Abal Medina como asesor para sus crecientes intereses en la Argentina, y en 2007, fue invitado por el presidente argentino saliente Néstor Kirchner para unirse al Gabinete de su esposa y sucesora, Cristina Fernández de Kirchner. Acusó empeoramiento de problemas respiratorios y rechazó el ofrecimiento; sin embargo visita a menudo Argentina.
Su hijo mayor, Juan Manuel, trabajó en ambas gestiones Kirchner en varios cargos políticos, fue Jefe de Gabinete de Ministros de la Nación hasta enero de 2014. Luego asumió como senador por el Frente para la Victoria.
Falleció el 15 de junio de 2025, padecía la enfermedad pulmonar obstructiva crónica (EPOC) desde hacía varios años.